# Especificación AsyncAPI
AsyncAPI es una iniciativa de código abierto que busca mejorar el estado actual de las arquitecturas impulsadas por eventos (EDA). Nuestro objetivo a largo plazo es hacer que trabajar con EDA sea tan fácil como trabajar con API REST. Eso va desde la documentación hasta la generación de código, desde el descubrimiento hasta la gestión de eventos. La mayoría de los procesos que aplica a sus API REST hoy en día también serían aplicables a sus API asincrónicas / controladas por eventos.
Mantiene un formato muy similar a la Especificación OpenAPI para interfaces síncronas y es independiente del protocolo, soportando los más comunes actualmente (AMQP, MQTT, WebSockets, Apache Kafka, STOMP, HTTP, Mercure, etc.). El objetivo de la iniciativa que mantiene la especificación es mejorar el estado actual de las arquitecturas impulsadas por eventos intentando que sea tan fácil trabajar con ellas como con el REST, proporcionando la forma de documentar, generar código, descubrir y gestionar. los eventos.

## Fechas de lanzamiento
| Versión | Fecha      | Notas                                |
| ------- | ---------- | ------------------------------------ |
| 2.0.0   | 2019-09-11 | Segunda versión de la especificación |
| 1.0.0   | 2017-09-20 | Primera versión de la especificación |

## Historia
El proyecto comenzó en Hitch, dónde valoraban los beneficios de especificación OpenAPI pero no podían aplicarlos al usar una arquitectura orientada a mensajes. Actualmente la especificación es mantenida por la comunidad del software libre con una licencia Apache License siendo los principales impulsores y mantenedores del proyecto Fran Méndez y Łukasz Górnicki.